# B Grupa 1950
Die B Grupa 1950 war die erste Saison der zweithöchsten bulgarischen Fußballspielklasse. Sie begann am 11. März 1950 und endete am 23. September 1950.

## Modus
Die 20 Vereine spielten in zwei Gruppen zu je 10 Mannschaften. Jedes Team trat zweimal gegeneinander an; einmal zu Hause und einmal auswärts. Die beiden Gruppensieger qualifizierten sich für die A Grupa.

## Vereine
| Verein                         | Stadt             |
| ------------------------------ | ----------------- |
| DSO Torpedo Gorna Orjachowiza  | Gorna Orjachowiza |
| DSO Stroitel Kolarowgrad       | Kolarowgrad       |
| DSO Tscherweno sname Pawlikeni | Pawlikeni         |
| DSO Dinamo Plewen              | Plewen            |
| DSO Torpedo Russe              | Russe             |
| DSO Tscherweno sname Silistra  | Silistra          |
| DSO Stroitel Swischtow         | Swischtow         |
| DSO Dinamo Stalin              | Stalin            |
| DSO Stroitel Widin             | Widin             |
| DSO Dinamo Wraza               | Wraza             |

| Verein                           | Stadt        |
| -------------------------------- | ------------ |
| DSO Tscherweno sname Blagoewgrad | Blagoewgrad  |
| DSO Stroitel Burgas              | Burgas       |
| DSO Torpedo Chaskowo             | Chaskowo     |
| DSO Dinamo Jambol                | Jambol       |
| DSO Dinamo Pasardschik           | Pasardschik  |
| DSO Torpedo Dimitrowo            | Dimitrowo    |
| DSO Dinamo Plowdiw               | Plowdiw      |
| DSO Tscherweno sname Samokow     | Samokow      |
| DSO Spartak Sofia                | Sofia        |
| DSO Torpedo Stara Sagora         | Stara Sagora |

## Abschlusstabellen

### Gruppe Nord
| Pl. | Verein                         | Sp. | S  | U | N  | Tore    | Quote | Punkte |
| --- | ------------------------------ | --- | -- | - | -- | ------- | ----- | ------ |
| 1.  | DSO Torpedo Russe              | 18  | 10 | 4 | 4  | 036:150 | 2,40  | 24:12  |
| 2.  | DSO Dinamo Plewen              | 18  | 10 | 4 | 4  | 036:170 | 2,12  | 24:12  |
| 3.  | DSO Dinamo Stalin              | 18  | 10 | 4 | 4  | 034:170 | 2,00  | 24:12  |
| 4.  | DSO Stroitel Kolarowgrad       | 18  | 10 | 0 | 8  | 028:220 | 1,27  | 20:16  |
| 5.  | DSO Stroitel Widin (A)         | 18  | 9  | 1 | 8  | 026:240 | 1,08  | 19:17  |
| 6.  | DSO Torpedo Gorna Orjachowiza  | 18  | 9  | 0 | 9  | 036:380 | 0,95  | 18:18  |
| 7.  | DSO Stroitel Swischtow         | 18  | 8  | 0 | 10 | 025:280 | 0,89  | 16:20  |
| 8.  | DSO Dinamo Wraza               | 18  | 7  | 1 | 10 | 019:290 | 0,66  | 15:21  |
| 9.  | DSO Tscherweno sname Pawlikeni | 18  | 6  | 1 | 11 | 018:350 | 0,51  | 13:23  |
| 10. | DSO Tscherweno sname Silistra  | 18  | 4  | 0 | 14 | 011:440 | 0,25  | 08:28  |

| (A) | Absteiger aus der A Grupa |

### Gruppe Süd
| Pl. | Verein                           | Sp. | S  | U | N  | Tore    | Quote | Punkte |
| --- | -------------------------------- | --- | -- | - | -- | ------- | ----- | ------ |
| 1.  | DSO Spartak Sofia (A)            | 18  | 15 | 2 | 1  | 063:700 | 9,00  | 32:40  |
| 2.  | DSO Tscherweno sname Samokow     | 18  | 13 | 1 | 4  | 035:250 | 1,40  | 27:90  |
| 3.  | DSO Torpedo Stara Sagora         | 18  | 10 | 5 | 3  | 043:270 | 1,59  | 25:11  |
| 4.  | DSO Torpedo Dimitrowo 1          | 18  | 11 | 0 | 7  | 044:240 | 1,83  | 22:14  |
| 5.  | DSO Stroitel Burgas (A)          | 18  | 8  | 1 | 9  | 028:300 | 0,93  | 17:19  |
| 6.  | DSO Dinamo Pasardschik           | 18  | 8  | 1 | 9  | 025:330 | 0,76  | 17:19  |
| 7.  | DSO Dinamo Plowdiw               | 18  | 8  | 0 | 10 | 028:230 | 1,22  | 16:20  |
| 8.  | DSO Dinamo Jambol                | 18  | 6  | 0 | 12 | 023:440 | 0,52  | 12:24  |
| 9.  | DSO Torpedo Chaskowo             | 18  | 4  | 0 | 14 | 018:570 | 0,32  | 08:28  |
| 10. | DSO Tscherweno sname Blagoewgrad | 18  | 2  | 0 | 16 | 021:580 | 0,36  | 04:32  |

| (A) | Absteiger aus der A Grupa |